# スノー・エアロノーティカル
スノー・エアロノーティカル（英語：Snow Aeronautical）は、1956年、リーランド・スノーによってテキサス州オルニーに設立されたアメリカの航空機メーカー。主に農業用航空機の開発製造と販売を行っていた。

## 歴史
テキサスA&M大学の航空工学卒業生であるリーランド・スノーは、1953年に「S-1」を設計と製造を行い、初飛行に成功している。元々はテキサス州ハーリンジンで働いていたが、1958年にテキサス州オルニーに移転している。
イギリスの航空機製造会社であるブリテン・ノーマンは、スノー・エアロノーティカルの販売代理店を務めており、後に会社の株式を取得し資本参加している。スノー・エアロノーティカルは1965年にロックウェル・スタンダードのエアロコマンダー部門に売却し合併された。

## 製品

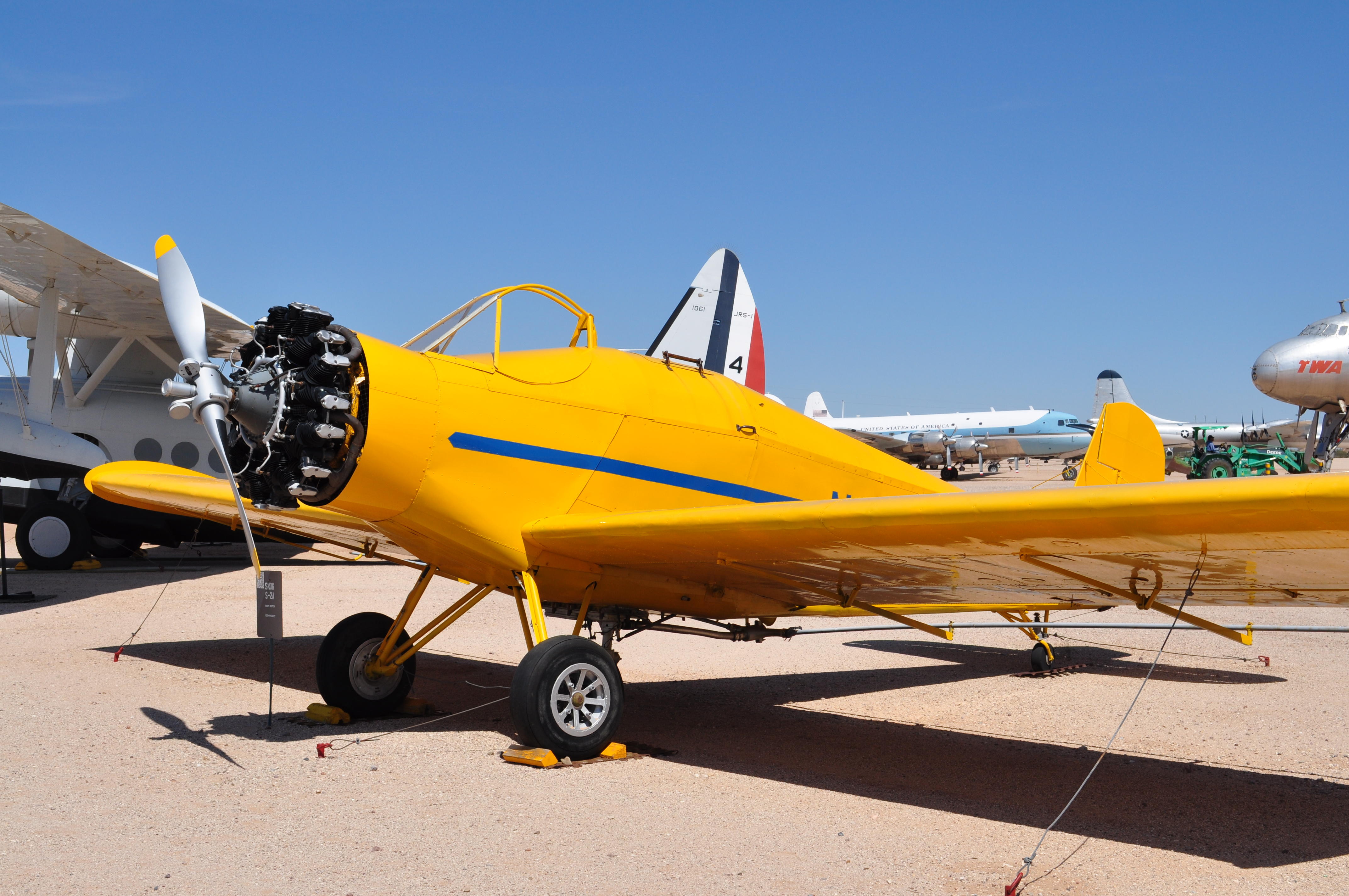
Snow S-2

| 型式名        | 初飛行        | 製造機数 | 種別               |
| ------------- | ------------- | -------- | ------------------ |
| Snow S-1      | 1953年8月17日 | 1機      | 単発式農業用単葉機 |
| Snow S-2A     | 1959年4月2日  | 414機    | 単発式農業用単葉機 |
| Snow S-2B     | 1958年7月29日 |          | 単発式農業用単葉機 |
| Snow S-2C     | 1961年5月12日 |          | 単発式農業用単葉機 |
| Snow 600 S-2C | 1961年5月12日 |          | 単発式農業用単葉機 |
| Snow 600 S-2D | 1965年11月1日 |          | 単発式農業用単葉機 |
| Snow S-2R     | 1967年11月2日 |          | 単発式農業用単葉機 |